# Classement mondial des équipes de football australien féminin
Cet article traite de l'équipe féminine. Pour l'équipe masculine, voir Classement mondial des équipes de football australien.
Depuis 2006, un classement mondial masculinest proposé par les rédacteurs du site worldfootynews.com afin de permettre une comparaison relative entre les équipes nationales de football australien. En 2015 apparait le classement féminin.
Il n'existe actuellement aucun système officiel de classement mondial pour le football australien, ceci étant dû au fait que ce sport est encore principalement amateur au niveau international, et encore en croissance. Toutefois, en raison de la demande de plus en plus populaire, un classement est fourni depuis 2006 par le site worldfootynews.com.
L'Australie, qui compte le seul championnat professionnel de ce sport, est évidemment la première nation du classement.
Les nations marqués d'un « ? » ont joué moins de huit matchs, seuil correspondant aux critères de classement, et comptent ainsi des points de classement provisoire sans intégrer le classement général. Il en est de même pour un pays qui n'aurait pas joué pendant plusieurs années.

## Classement actuel
Le classement au 23 août 2016 s'établit comme suit :
| Rang | Pays                      | Évolution rang           | Évolution points |
| ---- | ------------------------- | ------------------------ | ---------------- |
| 1    | Australie                 | en stagnation            | -                |
| 2    | Canada                    | en stagnation            | 53.38            |
| 3    | États-Unis                | en stagnation            | 47.08            |
| 4    | Irlande                   | en stagnation            | 43.84            |
| 5    | Royaume-Uni               | En attente de classement | 46.30            |
| 6    | Canada B                  | En attente de classement | 41.00            |
| 7    | Fidji                     | En attente de classement | 40.50            |
| 8    | European Crusaders        | En attente de classement | 33.51            |
| 9    | Papouasie-Nouvelle-Guinée | En attente de classement | 33.51            |
| 10   | Australie AIM *           | En attente de classement | 33.29            |
| 11   | Tonga                     | En attente de classement | 32.50            |
| 12   | États-Unis B              | En attente de classement | 31.93            |

- Australian Indigenous & Multicultural

## Évolution du top 10
Le classement par année des 10 meilleures sélections nationales selon le classement AFL est donné dans les tableaux suivants. Depuis la création de ce classement, 3 équipes ont figuré parmi les 10 premières sélections en fin d'année.
| Equipe     | 15 | 16 |
| ---------- | -- | -- |
| Canada     | 1  | 1  |
| Irlande    | 3  | 3  |
| États-Unis | 2  | 2  |

## Classement par confédérations

### Afrique
Le tableau suivant retrace le classement des sélections de football australien de l'Afrique.

### Amérique
Le tableau suivant retrace le classement des sélections de football australien de l'Amérique.
| Equipe     | 15 | 16 |
| ---------- | -- | -- |
| Canada     | 1  | 1  |
| États-Unis | 2  | 2  |

### Asie
Le tableau suivant retrace le classement des sélections de football australien de l'Asie.

### Europe
Le tableau suivant retrace le classement des sélections de football australien de l'Europe.
| Equipe             | 15 | 16 |
| ------------------ | -- | -- |
| European Crusaders | 3  | 3  |
| Irlande            | 1  | 1  |
| Royaume-Uni        | 2  | 2  |

### Océanie
Le tableau suivant retrace le classement des sélections de football australien de l'Océanie.
| Equipe                    | 15 | 16 |
| ------------------------- | -- | -- |
| Australie                 |    |    |
| Fidji                     | 1  | 1  |
| Papouasie-Nouvelle-Guinée | 2  | 2  |
| Australie AIM             | 3  | 3  |
| Tonga                     | 4  | 4  |